# Ithaca (New York)
Ithaca je správní město okresu Tompkins County ve státě New York ve Spojených státech amerických. K roku 2010 zde žilo 30 014 obyvatel. S celkovou rozlohou 15,7 km² byla hustota zalidnění 2 071 obyvatel na km². Nachází se na jižním břehu jezera Cayuga v regionu Finger Lakes. Svůj název město získalo po ostrově Ithaka v Řecku. Je univerzitním městem, nachází se v něm tři vysoké školy.

## Osobnosti města
- Alex Haley (1921 - 1992), spisovatel
- Margaret Geller (* 1947), astrofyzička
- Andreas Albrecht (* 1957), teoretický fyzik a kosmolog
- David Foster Wallace (1962 – 2008), spisovatel a profesor angličtiny a tvůrčího psaní
- Dustin Brown (* 1984), hokejista